# Phedomenus
Phedomenus là một chi bọ cánh cứng trong họ 
Elateridae.
Chi này được miêu tả khoa học năm 1889 bởi Candèze.

## Các loài
Các loài trong chi này gồm:
- Phedomenus angularis Schwarz
- Phedomenus apicalis Fleutiaux, 1932
- Phedomenus basilaris Schwarz, 1906
- Phedomenus bellus Candèze, 1889
- Phedomenus bipunctatus Schwarz
- Phedomenus catalai Fleutiaux, 1941
- Phedomenus decoratus Candèze, 1889
- Phedomenus descriptus Fleutiaux, 1941
- Phedomenus elegans Fleutiaux, 1932
- Phedomenus flavangulus Candèze, 1895
- Phedomenus gedyei Fleutiaux, 1935
- Phedomenus gratiosus Fleutiaux, 1932
- Phedomenus longicollis Fleutiaux, 1932
- Phedomenus maculatus Schwarz
- Phedomenus madagascariensis (Candèze, 1893)
- Phedomenus niger Schwarz
- Phedomenus nigriceps Fleutiaux, 1932
- Phedomenus pallipes Schwarz
- Phedomenus pictus Fleutiaux, 1932
- Phedomenus platynotus Candeze
- Phedomenus rugosus Fleutiaux, 1932
- Phedomenus scitus Candeze
- Phedomenus scriptus Fleutiaux
- Phedomenus sicardi Fleutiaux, 1932
- Phedomenus sikorae Candèze, 1893
- Phedomenus terminalis Fleutiaux, 1934
- Phedomenus trivittatus Schwarz
- Phedomenus venustus Candèze, 1889
- Phedomenus vittatus Fleutiaux, 1934